# Frankfurt–Mannheim nagysebességű vasútvonal
A Frankfurt–Mannheim nagysebességű vasútvonal egy tervezett, 85 km hosszú, 15 kV, 16,7 Hz-cel villamosított, kétvágányú nagysebességű vasútvonal Németországban Frankfurt am Main és Mannheim között. A vonalon a tervezett sebesség 300 km/h. A tervek szerint az építkezés 2011-ben kezdődik és 2017-ben fejeződik be. Várható költsége 2 milliárd euró.
A vonal németországi A5, A6, A67 autópályákkal halad párhuzamosan.